# Sing and Win!
Sing and Win! ist der Name einer österreichischen Karaoke-Quizsendung, die von 2008 bis 2009 produziert wurde. Sie wird vom Österreichischen Privatsender ATV produziert und gilt als teuerste Investition des Senders. Als Moderator fungiert der österreichische Liedermacher Rainhard Fendrich, der zuvor längerfristig Sendungen auf dem Konkurrenzsender ORF (darunter Die Millionenshow und Deal or No Deal) präsentierte.
Ab 9. September 2008 folgt die dritte Staffel der Show, im Herbst 2008 wurde die Schweizer Version auf 3 Plus TV gezeigt.

## Konzept
Das Konzept der Serie folgt der amerikanischen Karaoke-Show Don’t Forget the Lyrics!. Zu Beginn des Spiels wird der Text eines Liedes angezeigt, während die Melodie im Hintergrund läuft. Nach einer Zeit verschwindet der Text und die Musik stoppt. Danach muss der Kandidat weitersingen und den Text fehlerlos vortragen. In der ersten Runde geht es darum, Wörter eines Musiktextes zu komplettieren, im Finale um das Vortragen einer ganzen Strophe. Das Spiel hat insgesamt zehn Runden inklusive Finale. Der höchste Gewinn, der bei einer Sendung erzielt werden kann, waren in der ersten Staffel 25.000 €, seit der zweiten sind es 50.000 €. Dem Kandidaten stehen bei den schwierigen Aufgaben drei Joker zur Verfügung.
Bislang liegt die Show über dem Senderschnitt. Daher gab ATV die Produktion von weiteren Folgen in Auftrag. In der zweiten Staffel, die am 29. April 2008 startete, wurde der Höchstgewinn auf 50.000 € erhöht. Nach einer weiteren erfolgreich verlaufenden Staffel, wurde eine nächste für Herbst 2008 in Auftrag gegeben, die am 9. September mit einer überdurchschnittlichen Quote von 7,91 % begann.
Am 16. September 2008 gewann die Kandidatin Alexandra Pötzelsberger den Höchstgewinn in Höhe von 50.000 €. Damit ist sie die bisher einzige Kandidatin aus 15 Ländern, die den Höchstgewinn erzielte. 

### Joker
„Back Up“-Sänger
Jeder Kandidat darf maximal zwei Joker zur Sendung mitnehmen, die ihm behilflich werden, wenn er den Text nicht weiter weiß. Dem Kandidaten ist es erlaubt, sich mit dem Joker zu beraten, bevor die richtige Version des Textes gesungen und eingeloggt wird.
„Multiple Choice“-Joker
Beim Multiple-Choice-Joker werden drei Antwortmöglichkeiten angezeigt, die zur Komplettierung des Textes führen. 
„2 Wörter“-Joker
Der Kandidat darf zwei Wörter des Liedtextes, bei denen er sich unsicher ist „austauschen“, um den vorgetragenen Text zu berichtigen. Der Rest des Textes muss allerdings richtig sein.

### Stufen
| Lied | Gewinnstufe                |
| ---- | -------------------------- |
| 1    | 100 €                      |
| 2    | 250 €                      |
| 3    | 500 €                      |
| 4    | 1.000 € (Sicherheitsstufe) |
| 5    | 2.500 €                    |
| 6    | 5.000 €                    |
| 7    | 10.000 €                   |
| 8    | 15.000 €                   |
| 9    | 20.000 € / 25.000 €        |
| 10   | 25.000 € / 50.000 €        |

## Promi-Ausgabe
Am 22. April 2008 wurde erstmals ein Promi-Special der Sendung mit folgenden Gästen ausgestrahlt:
- Dominic Heinzl mit Doris Golpashin
- Franz Wohlfahrt mit Zabine
- Kurt Elsasser mit Nadja abd el Farrag